# Ys vs. Sora no Kiseki: Alternative Saga
Ys vs. Sora no Kiseki: Alternative Saga est un jeu vidéo de combat développé et édité par Nihon Falcom, sorti en 2010 sur PlayStation Portable.
Il s'agit d'un crossover entre les séries Ys et The Legend of Heroes.

## Accueil

### Critique
- Famitsu : 27/40[1]

### Ventes
Le jeu s'est vendu à 30 000 exemplaires pour sa première semaine d'exploitation.